# Kara Winger
Kara Estelle Patterson Winger (Seattle, 10 aprile 1986) è una giavellottista statunitense, medaglia d'argento ai Mondiali di Oregon 2022.
È l'attuale primatista nazionale della specialità con la misura di 68,11 m, stabilita al Memorial Van Damme 2022.

## Palmarès
| Anno | Manifestazione      | Sede           | Evento                 | Risultato | Prestazione | Note                                     |
| ---- | ------------------- | -------------- | ---------------------- | --------- | ----------- | ---------------------------------------- |
| 2008 | Giochi olimpici     | Pechino        | Lancio del giavellotto | 40ª (q)   | 54,39 m     |                                          |
| 2009 | Mondiali            | Berlino        | Lancio del giavellotto | 28ª (q)   | 52,71 m     |                                          |
| 2011 | Mondiali            | Taegu          | Lancio del giavellotto | 20ª (q)   | 57,14 m     |                                          |
| 2012 | Giochi olimpici     | Londra         | Lancio del giavellotto | 30ª (q)   | 56,23 m     |                                          |
| 2015 | Giochi panamericani | Toronto        | Lancio del giavellotto | Argento   | 61,44 m     |                                          |
| 2015 | Campionati NACAC    | San José       | Lancio del giavellotto | Oro       | 60,34 m     | Record dei campionati                    |
| 2015 | Mondiali            | Pechino        | Lancio del giavellotto | 8ª        | 60,88 m     |                                          |
| 2016 | Giochi olimpici     | Rio de Janeiro | Lancio del giavellotto | 13ª (q)   | 61,02 m     |                                          |
| 2017 | Mondiali            | Londra         | Lancio del giavellotto | 15ª (q)   | 61,27 m     |                                          |
| 2019 | Giochi panamericani | Lima           | Lancio del giavellotto | Oro       | 64,92 m     | Miglior prestazione personale stagionale |
| 2019 | Mondiali            | Doha           | Lancio del giavellotto | 5ª        | 63,23 m     |                                          |
| 2021 | Giochi olimpici     | Tokyo          | Lancio del giavellotto | 17ª (q)   | 59,71 m     |                                          |
| 2022 | Mondiali            | Eugene         | Lancio del giavellotto | Argento   | 64,05 m     |                                          |
| 2022 | Campionati NACAC    | Freeport       | Lancio del martello    | Oro       | 64,68 m     | Record dei campionati                    |

## Altre competizioni internazionali
2022
- Vincitrice della Diamond League nella specialità del lancio del giavellotto
- Oro al Memorial Van Damme ( Bruxelles), lancio del giavellotto - 68,11 m